# 생태당 (벨기에)
생태당 또는 에콜로(프랑스어: Ecolo)는 벨기에 왈롱(프랑스어권) 지역에서 활동하는 녹색 정치 정당, 환경 정당이다. 에콜로는 프랑스어로 "생태학자"를 뜻하는 단어인 '에콜로지스트'(écologiste)의 약칭이자 "독창적인 생태학 투쟁 기구 연합"(Écologistes confédérés pour l’organisation de luttes originales)의 프랑스어 약칭이기도 하다. 1980년에 창당했으며, 세계에서 최초로 국가 의회에 진출한 녹색당이다. 플랑드르(네덜란드어권)의 자매 정당은 녹색당(흐룬)이다.

## 역사

#### 초기
에콜로는 1970년대 말 "지구의 친구"라는 환경활동가 단체를 중심으로 탄생했다. 1978년 아모코 카디즈 석유 누출사고와 1979년 스리마일섬 원자력 발전소 사고, 냉전기 미국 미사일의 유럽 배치 등으로 에콜로는 그들의 주장을 널리 퍼트릴 수 있었다.
1979년 에콜로가 처음으로 참가한 선거에서 불어권 유효표의 5%가량을 득표한다. 이후 에콜로는 비물질주의적 가치를 지지하는 젊고, 교육수준이 높은 계층에서 지지를 받으며 지속적으로 성장한다.
1987년 이후 기독교 노동운동계열의 연대참여당의 활동가들이 에콜로고 들어 온다. 1988년에는 불어권과 네덜란드어권의 협상으로 왈롱지역에 대한 재정 지원이 축소됨에 따라 긴축재정 정책이 실시된다. 이에 분노한 교사들이 에콜로에 결합을 한다.

#### 1999년 선거 승리
에콜로는 1999년 6월 13일 선거에서 대부분의 선거구에서 대승을 거둔다.(보통 5-10%이던 지지율 15-20%로 올라갔다) 소와 닭 사료에 유해성분인 다이옥신이 검출되는 사건이 선거 며칠 전에 밝혀지는 데, 환경이슈를 제기하던 녹색당에게 호재로 작용한다. 선거결과 벨기에 전체에서 두 녹색당은 14.4%를 득표하고, 에콜로는 불어권에서 18%가량 득표했다. 아동성폭행 연쇄살인법인 뒤트루에 대한 부실수사는 사법체계에 대한 불만을 가져왔고, 이 문제도 이슈화되면서 기성 정당에 불리하게 작용했다.
선거승리로 에콜로는 사민당과 자유당의 연정제안에 응해 1999-2003년 연정에 참여한다. 무지개연정이라 불린 이 연정에서 에콜로는 부총리와 교통부장관, 에너지와 지속가능부 장관을 배출했다. 그외에 에콜로는 왈롱지역 정부와 불어공동체 정부에도 참여했다.
2000년 10월에 실시된 지방선거에서도 좋은 결과를 얻는다.

#### 2003년 선거 패배
2003년 선거를 앞두고 에콜로는 브뤼셀 공항 주변의 소음 문제를 둘러싸고 다른 연정파트너와 갈등하다가 연정을 탈퇴한다. 하지만 에콜로는 선거운동기간 동안 신뢰할 수 없는 파트너라는 이미지와 연정의 늦은 탈퇴로 집권당에 대한 불만으로 고전을 면치 못했다.
결국 2003년 5월 18일 실시된 선거에서 크게 패해 불어권 지지율이 10%이하로 내려갔다.
집권기간 동안 "집권야당"이라는 개념을 만들어 정부내 야당의 역할을 하려고 했으나, 당내 갈등으로 이어지는 등 집권으로 인한 적지 않은 부작용을 겪었다. 2003년 이후 녹색당은 야당의 역할을 하고 있다. 하지만 지역 수준에서는 중요한 잠재적 연정 파트너로 평가받고 있고, 실제로 연정에 참여하고 있다. 리에주같이 1982년부터 연정에 참여하는 연정참여의 역사가 긴 곳도 있다.

#### 2007년 선거
2007년 6월 10일 실시된 선거에 "더 푸른 지구, 더 공정한 세계를 지금 당장!"이라는 구호로 임해 2003년 선거에 비해 의석과 득표율을 배로 늘린다. 하원 8석, 직선 상원 2석을 당선시켰다(2003년 하원 4석, 상원 1석 이었다). 플랑드로 녹색당인 녹색!도 2003년에 비해 큰 성공을 거둬 4명을 당선 시키면서 원내 재진출에 성공했고, 양 녹색당은 연방의회에서 공동교섭단체를 부활시켰다.

#### 2010년 선거
2010년 6월 13일 실시된 선거에서 에콜로는 2003년 결과를 지켜냈다. 득표율은 0.8%가량 내려갔지만, 의석은 하원 8석, 상원 2석을 그대로 유지했다.

## 역대 선거결과

### 하원 의회
| 대의회 |         |        |             |          |           |     |           |
| 년도   | 합계    | 득표율 | 지역 득표율 | 의석     | 전체 의석 | +/– | 집권 여부 |
| 1991년 | 312,624 | 5.1    | 5.1         | 10 / 212 | 10 / 212  | 7   | 야당      |
| 1995년 | 243,362 | 4.0    | 4.0         | 6 / 150  | 6 / 150   | 4   | 야당      |
| 1999년 | 457,281 | 7.4    | 7.4         | 11 / 150 | 11 / 150  | 5   | 여당      |
| 2003년 | 201,123 | 3.1    |             | 4 / 150  | 4 / 62    | 7   | 야당      |
| 2007년 | 340,378 | 5.1    |             | 8 / 150  | 8 / 62    | 4   | 야당      |
| 2010년 | 313,047 | 4.8    |             | 8 / 150  | 8 / 62    | 0   | 야당      |
| 2014년 | 222,551 | 3.3    |             | 6 / 150  | 6 / 62    | 2   | 야당      |

| 상원 의회 |         |        |             |         |           |      |
| 년도      | 합계    | 득표율 | 지역 득표율 | 의석    | 전체 의석 | +/–  |
| 1991년    | 323,683 | 5.3    | 5.3         | 6 / 107 | 6 / 107   | 보합 |
| 1995년    | 258,635 | 4.3    | 4.3         | 2 / 40  | 2 / 40    | 4    |
| 1999년    | 458,658 | 7.4    |             | 3 / 40  | 3 / 15    | 1    |
| 2003년    | 208,868 | 3.2    |             | 1 / 40  | 1 / 15    | 2    |
| 2007년    | 385,466 | 5.8    |             | 2 / 40  | 2 / 15    | 1    |
| 2010년    | 353,111 | 5.5    |             | 2 / 40  | 2 / 15    | 0    |

### 지역 의회

#### 브뤼셀 의회
| 년도   | 합계   | 득표율     | 지역 득표율 | 의석    | 전체 의석 | +/– | 집권 여부 |
| ------ | ------ | ---------- | ----------- | ------- | --------- | --- | --------- |
| 1989년 | 44,874 | 10.24 (#5) | 10.24 (#5)  | 8 / 75  | 8 / 75    |     | 야당      |
| 1995년 | 37,308 | 9.03 (#4)  | 9.03 (#4)   | 7 / 75  | 7 / 75    | 1   | 야당      |
| 1999년 | 77,969 | 18.3 (#2)  | 18.3 (#2)   | 14 / 75 | 14 / 75   | 7   | 야당      |
| 2004년 | 37,908 |            | 9.7 (#4)    | 7 / 89  | 7 / 72    | 1   | 여당      |
| 2009년 | 82,663 |            | 20.2 (#3)   | 16 / 89 | 16 / 72   | 9   | 여당      |
| 2014년 | 41,368 |            | 10.11 (#5)  | 8 / 89  | 8 / 72    | 8   | 야당      |

#### 독일어 공동체 의회
| 년도   | 합계  | 득표율    | 의석      | 의석   | 전체 의석 | +/– | 집권 여부 |
| ------ | ----- | --------- | --------- | ------ | --------- | --- | --------- |
| 1990년 | 5,897 | 15.0 (#5) | 15.0 (#5) | 4 / 25 | 4 / 25    |     | 야당      |
| 1995년 | 5,128 | 13.9 (#4) | 13.9 (#4) | 3 / 25 | 3 / 25    | 1   | 야당      |
| 1999년 | 4,694 | 12.7 (#5) | 12.7 (#5) | 3 / 25 | 3 / 25    | 0   | 여당      |
| 2004년 | 2,972 | 8.2 (#5)  | 8.2 (#5)  | 2 / 25 | 2 / 25    | 1   | 야당      |
| 2009년 | 4,310 | 11.5 (#5) | 11.5 (#5) | 3 / 25 | 3 / 25    | 1   | 야당      |
| 2014년 | 3,591 | 9.5 (#6)  | 9.5 (#6)  | 2 / 25 | 2 / 25    | 1   | 야당      |

#### 왈롱 의회
| 년도   | 합계    | 득표율     | 의석       | 의석    | 전체 의석 | +/– | 집권 여부 |
| ------ | ------- | ---------- | ---------- | ------- | --------- | --- | --------- |
| 1995년 | 196,988 | 10.4 (#4)  | 10.4 (#4)  | 8 / 75  | 8 / 75    |     | 야당      |
| 1999년 | 347,225 | 18.2 (#3)  | 18.2 (#3)  | 14 / 75 | 14 / 75   | 6   | 여당      |
| 2004년 | 167,916 | 8.5 (#4)   | 8.5 (#4)   | 3 / 75  | 3 / 75    | 11  | 야당      |
| 2009년 | 372,067 | 18.54 (#3) | 18.54 (#3) | 14 / 75 | 14 / 75   | 11  | 여당      |
| 2014년 | 141,813 | 8.62 (#4)  | 8.62 (#4)  | 4 / 75  | 4 / 75    | 10  | 야당      |

### 유럽 의회
왈롱 의회
| 년도   | 합계    | 득표율 | 지역 득표율 | 의석   | 전체 의석 | +/- |
| ------ | ------- | ------ | ----------- | ------ | --------- | --- |
| 1979년 | 107,833 | 2.0    | 5.1 (#5)    | 0 / 24 | 0 / 11    |     |
| 1984년 | 220,663 |        | 9.9 (#4)    | 1 / 24 | 1 / 11    | 1   |
| 1989년 | 371,053 |        | 16.6 (#4)   | 2 / 24 | 2 / 11    | 1   |
| 1994년 | 290,859 |        | 13.0 (#4)   | 1 / 25 | 1 / 10    | 1   |
| 1999년 | 525,316 |        | 22.7 (#3)   | 3 / 25 | 3 / 10    | 2   |
| 2004년 | 239,687 |        | 9.8 (#4)    | 1 / 24 | 1 / 9     | 2   |
| 2009년 | 562,081 |        | 22.9 (#3)   | 2 / 22 | 2 / 8     | 1   |
| 2014년 | 284,656 |        | 11.7 (#3)   | 1 / 21 | 1 / 8     | 1   |

독일어 공동체 의회
| 년도   | 합계  | 득표율 | 지역 득표율 | 의석   | 전체 의석 | +/- |
| ------ | ----- | ------ | ----------- | ------ | --------- | --- |
| 1994년 | 5,714 |        | 14.9 (#4)   | 0 / 25 | 0 / 1     |     |
| 1999년 | 6,276 |        | 17.0 (#3)   | 0 / 25 | 0 / 1     | 0   |
| 2004년 | 3,880 |        | 10.5 (#4)   | 0 / 24 | 0 / 1     | 0   |
| 2009년 | 6,025 |        | 15.6 (#3)   | 0 / 22 | 0 / 1     | 0   |

## 구조
에콜로의 주요 기관은 총회와 연방 평의회, 연방 사무국이 있다. 총회(프랑스어: l'Assemblée Générale (AG))는 당의 최고 의결기구로 당원 전체로 구성되며, 당의 존속결정과 집행부 선출, 강령의 개정, 연방선거나 유럽의회 선거 후보선출등 중요한 결정을 한다. 총회는 정치상황에 따라 연 1회에서 수회 개최한다.
연방 평의회(프랑스어: Conseil de Fédération (CF))은 당내에서 의회의 역할을 한다. 연방 평의회는 지역 대의원들로 구성한다. 연방 평의회의 임무는 일반적인 정책을 선택하고, 강령의 정책을 준비하고 발전시키는 역할을 한다. 그리고 집행부를 견제하는 역할도 한다.
연방 사무국(프랑스어: Secrétariat Fédéral)은 두 명의 공동대표로 구성된다. 남녀 각각 한명, 그리고 왈롱과 브뤼셀 지역 각각 한명으로 구성된다. 총회에서 이들을 선출하며 임기는 4년이다. 이들은 당의 일상적인 일을 처리하며, 당대표의 역할을 한다.
에콜로는 세 단계로 나뉘어 있다.
- 연방당: 나무르에 위치하고 있으며, 연방사무국과 연방평의회와 총회를 준비하는 연방평의회 사무국이 있다.
- 광역지방당 : 광역 지방선거가 실시되는 지역별로 16개가 있다.(왈롱 15개 브뤼셀 1개). 광역지방 사무국과 광역지망 평의회, 광역지방 사무국이 있다.
- 기초지방당 : 기초지방자체단체별로 당 조직이 있다. 광역이나 연방수준의 당에 상응하는 조직을 가지고 있지만 경우에 따라 간소화해 평의회와 사무국을 통합한 경우도 있다.

마지막으로 광역지방당 중에 리에주같은 곳은 주별로 조직되어 있는 경우도 있다.

## 같이 보기
- 녹색당
- 녹색정치